# Bianca Baak
Bianca Baak (Almere, 25 januari 1992) is een Nederlandse atlete, die gespecialiseerd is in het hordelopen en de sprint. Ze werd meervoudig Nederlands kampioene op de 400 m horden. Ze vertegenwoordigde Nederland bij verschillende internationale kampioenschappen.

## Biografie

### Jeugd
Baak begon met atletiek naar aanleiding van een huiswerkopdracht van haar gymnastiekdocent. Ze moest een training volgen bij een atletiekvereniging. In het begin deed ze aan meerkamp, maar al snel specialiseerde ze zich op het hordelopen.
In 2009 nam ze deel aan het Europees Jeugd Olympisch Festival in Tampere. Hier eindigde ze met 60,31 s op een derde plaats op het onderdeel 400 m horden. Twee jaar later werd ze zevende op ditzelfde onderdeel bij de Europese jeugdkampioenschappen in het Estische Tallinn. Haar beste jeugdprestatie behaalde ze in 2013 door een zilveren medaille te winnen bij de Europese kampioenschappen voor neo-senioren in Tampere, in een tijd van 56,75 seconden; alleen de Russische Vera Rudakova was sneller. Beide atleten liepen bij dit kampioenschap een persoonlijk record.

### Senioren
Haar eerste succes bij de senioren behaalde ze in 2012 door Nederlands kampioene te worden op de 400 m horden. Deze titel prolongeerde ze hierna meerdere malen op rij.
In 2016 nam ze deel aan de Europese kampioenschappen atletiek in Amsterdam. Via 56.88 in de series plaatste ze zich voor de halve finale. Daar werd ze ondanks een persoonlijk record van 56,34 uitgeschakeld. Ze stond ook te boek als reserveloopster op de 4 x 400 m estafette, maar hoefde niet in actie te komen.
Ze is aangesloten bij Phanos en wordt gesponsord door NUON Vattenfall, Onmedia en Amsterdam Marketing. Ze is werkzaam als Assistant Accountant.

## Nederlandse kampioenschappen
| Onderdeel    | Jaar                               |
| ------------ | ---------------------------------- |
| 400 m horden | 2012, 2013, 2014, 2015, 2016, 2017 |

## Persoonlijke records
Outdoor
| Onderdeel    | Prestatie | Datum        | Plaats    |
| ------------ | --------- | ------------ | --------- |
| 400 m        | 53,59 s   | 28 juli 2019 | Den Haag  |
| 400 m horden | 56,34 s   | 9 juli 2016  | Amsterdam |

Indoor
| Onderdeel   | Prestatie | Datum            | Plaats    |
| ----------- | --------- | ---------------- | --------- |
| 60 m        | 7,85 s    | 27 februari 2016 | Apeldoorn |
| 400 m       | 54,78 s   | 28 februari 2016 | Apeldoorn |
| 60 m horden | 8,88 s    | 2 februari 2014  | Amsterdam |

## Palmares

### 400 m
- 2016:  NK indoor - 54,78 s
- 2019: 4e NK - 53,59 s

### 400 m horden
- 2009:  EJOF - 60.31 s
- 2011:  NK - 60,72 s
- 2011: 7e EK U20 - 58,80 (in ½ fin.: 58.33)
- 2012:  NK - 58,73 s
- 2013:  NK - 59,51 s
- 2013:  EK U23 - 56,75 s
- 2014:  NK - 59,01 s
- 2015:  NK - 58,92 s
- 2015: 8e Shanghai Golden Grand Prix - 57,67 s
- 2016:  NK - 58,14 s
- 2016: 4e in ½ fin. EK - 56,34 s
- 2017:  NK - 58,80 s

### 4 × 400 m
- 2019: 7e WK - 3.27,89 (in serie 3.27,40)